# Albert Emon
Albert Emon (Berre-l’Étang, 1953. június 24. –) válogatott francia labdarúgó, csatár, edző.

## Pályafutása

### Klubcsapatokban
1968 és 1977 között az Olympique de Marseille , 1977–78-ban a Stade de Reims , 1978 és 1981 között az AS Monaco, 1981 és 1983 között az Olympique Lyonnais , 1983 és 1986 között a Toulon labdarúgója volt. 1986 és 1988 között az AS Cannes csapatában fejezte be az aktív játékot.

### A francia válogatottban
1975 és 1980 között nyolc alkalommal szerepel a francia válogatottban és egy gólt szerzett.

### Edzőként
1992 és 1996 között az OGC Nice, 1997-ben a Toulon , 2001–02-ben illetve 2006–07-ben az Olympique de Marseille, 2009 és 2011 között az AS Cannes, 2012–13-ban az AC Ajaccio vezetőedzője volt.

## Statisztika

### Mérkőzései a francia válogatottban
| Franciaország | Franciaország       | Franciaország                   | Franciaország | Franciaország | Franciaország | Franciaország | Franciaország | Franciaország |
| #             | Dátum               | Helyszín                        | Hazai         | Eredmény      | Vendég        | Kiírás        | Gólok         | Esemény       |
| ------------- | ------------------- | ------------------------------- | ------------- | ------------- | ------------- | ------------- | ------------- | ------------- |
| 1.            | 1975. szeptember 3. | Nantes, Stade Marcel-Saupin     | Franciaország | 3 – 0         | Izland        | Eb-selejtező  | -             |               |
| 2.            | 1975. október 12.   | Lipcse, Zentralstadion          | NDK           | 2 – 1         | Franciaország | Eb-selejtező  | -             |               |
| 3.            | 1975. november 15.  | Párizs, Parc des Princes        | Franciaország | 0 – 0         | Belgium       | Eb-selejtező  | -             |               |
| 4.            | 1976. március 27.   | Párizs, Parc des Princes        | Franciaország | 2 – 2         | Csehszlovákia | barátságos    | -             |               |
| 5.            | 1976. május 22.     | Budapest, Népstadion            | Magyarország  | 1 – 0         | Franciaország | barátságos    | -             | 73'           |
| 6.            | 1979. február 25.   | Párizs, Parc des Princes        | Franciaország | 3 – 0         | Luxemburg     | Eb-selejtező  | 1             | 60'           |
| 7.            | 1979. április 4.    | Pozsony, Tehelné pole           | Csehszlovákia | 2 – 0         | Franciaország | Eb-selejtező  | -             |               |
| 8.            | 1980. május 23.     | Moszkva, Központi Lenin Stadion | Szovjetunió   | 1 – 0         | Franciaország | barátságos    | -             | 46'           |
|               | Összesen            |                                 |               | 8             | mérkőzés      |               | 1             | gól           |